# British Zionist Federation
A Zionist Federation of Great Britain and Ireland, também conhecida como British Zionist Federation ou simplesmente como Zionist Federation ("Federação Sionista") é uma organização sediada no Reino Unido, fundada em 1899 para defender o estabelecimento de um Lar Nacional Judeu.
A  Federação Sionista é uma organização "guarda-chuva" do movimento sionista  no Reino Unido, representando mais de 120 organizações e mais de 50.000 membros filiados.